# Gualaco
Gualaco é uma cidade hondurenha do departamento de Olancho.